# ورزشگاه امین عبدالنور
ورزشگاه امین عبدالنور (به عربی: ملعب أمین عبد النور) یک ورزشگاه در لبنان است.